# Christian Ihlen
Christian Ihlen, född den 12 december 1868, död den 19 juni 1958, var en norsk teolog.
Ihlen blev teologie doktor 1906 och professor i systematisk teologi i Kristiania samma år. Ihlen, som företrädde en moderat konservativ teologi, "nykonservativ", var från 1919 ordförande för den norska israelsmissionen. Bland Ihlens skrifter märks Hovedpunkter angaaende de protestantiske principers stilling i det moderne aandsliv (1905) och Systematisk teologi (1927).